# جائحة فيروس كورونا في غرينادا
إن جائحة كوفيد-19 في غرينادا هي جزء من جائحة مرض فيروس كورونا 2019 العالمية، التي تأكد وصولها إلى غرناطة في 22 مارس 2020. رغم بروتوكولات الإغلاق التام والتباعد الاجتماعي، بدا أن الجائحة قد وصلت إلى مستوى الانتشار ضمن المجتمع خلال شهر واحد.

## خلفية
في 12 يناير 2020، أكدت منظمة الصحة العالمية (WHO) أن فيروس تاجي جديد كان سببًا لمرض تنفسي لمجموعة من الأشخاص في مدينة ووهان، مقاطعة خوبي، الصين، والذين كانوا قد لفتوا انتباه منظمة الصحة العالمية في البداية في 31 ديسمبر 2019. تم ربط هذه المجموعة في البداية بسوق هوانان للمأكولات البحرية بالجملة في مدينة ووهان. ومع ذلك، فإن بعض الحالات الأولى التي أظهرت نتائج مختبرية لا صلة لها بالسوق، فمصدر الوباء غير معروف.
على عكس السارس لعام 2003، كانت نسبة إماتة الحالات لـ كوفيد-19  أقل بكثير، لكن انتقال العدوى كان أكبر بكثير، مع إجمالي عدد القتلى. عادة ما يظهر كوفيد-19 في حوالي سبعة أيام بأعراض شبيهة بالإنفلونزا يُظهرها بعض الأشخاص حيث تتطور إلى أعراض الالتهاب الرئوي الفيروسي الذي يتطلب الدخول إلى المستشفى. اعتبارًا من 19 مارس، أصبح كوفيد-19 يُصنف على أنه «مرض معدي عالي الأثر».

## الجدول الزمني

### مارس 2020
- 22 مارس: أُعلِن عن أول حالة إصابة في الدولة («المريضة صفر»)، وهي مريضة أنثى بعمر 50 عامًا قد عادت من المملكة المتحدة في 16 مارس، وبدا عليها المرض في 17 مارس، وقد شُخِّصت رسميًا في 21 مارس.[8]
- 25 مارس: أُعلِن عن 6 حالات إضافية (5 إناث، وذكر واحد، تتراوح أعمارهم بين 50 – 80 عامًا)، جميعها تعيش مع المريضة صفر في نفس المنزل. وضعت الحكومة سياسية تقييد للحركة وحظر تجول ليلي.[9]
- 28 مارس: أُعلِن عن حالتين إضافيتين (2 إناث، تتراوح أعمارهما بين 50 – 80 عامًا)، قد جلست إحداهما قرب المريضة صفر في رحلة 16 مارس، وكان للأخرى أقارب يزورونها من مدينة نيويورك، وصلوا في 17 مارس. كان الشخص الذي جلس قرب المريضة صفر في رحلة 16 مارس ذكرًا عمره 50 عامًا، وقد ظهرت عليه الأعراض في 26 مارس، وخضع لفحص في غرينادا، وطُلِب منه أن يحجر نفسه صحيًا ريثما تظهر نتيجة الفحص. عوضًا عن ذلك، هرب مع عائلته في رحلة على خطوط الطيران الكندية في طريق العودة إلى المملكة المتحدة قبل عودة نتائج الفحص (والتي كانت تشخيصًا إيجابيًا).[10]
- 29 مارس: أعلنت الحكومة حظر تجول على مدى 24 ساعة يستمر مدة أسبوع.[11]

### أبريل 2020
- 1 أبريل: أُعلِن عن حالة جديد –ذكر عمره 58 عامًا قد وصل مع رحلة جوية من مدينة نيويورك في 19 مارس.[12]
- 3 أبريل: أُعلِن عن حالتين جديدتين. كانت إحداهما ذكرًا عمره 73 عامًا قد شُخِّصت زوجته وأُعلِنت في 28 مارس (جلست قرب المريضة في رحلة 16 مارس القادمة من المملكة المتحدة)، وكان المريض الآخر سائق تاكسي قد تفاعل مع مريض شُخِّص سابقًا.[13]
- 6 أبريل: مددت الحكومة حظر التجول/ الإغلاق التام مدة أسبوعين آخرين (حتى 20 أبريل). أصبحت الفحوصات تُجرَى الآن في جامعة سانت جورج.[14]
- 10 أبريل: أُعلِن عن حالتين إضافيتين، كلاهما تعيشان في منازل حالات سابقة (إجمالي = 14 إيجابية، 92 فحصًا بالمجمل).[15]
- 18 أبريل: مددت الحكومة حظر التجول على مدى 24 ساعة أسبوعًا إضافيًا (حتى 27 أبريل)، رغم زيادة الاستثناءات خلال أيام «التسوق» المحددة والتوقعات برفع حظر التجول بعد انقضاء فترة حظر التجول النهائية.[16]
- 20 أبريل: الحالة رقم 15: أول حالة محتملة للانتقال ضمن المجتمع أعلنها الوزير نيكولاس ستيل، إذ قُبِل شخص في المشفى العام، وكان الفحص السريع (فحص الأضداد) لديه إيجابيًا (أُكِّد من خلال إجراء تفاعل البوليمراز المتسلسل في 22 أبريل على أنه الحالة رقم 15).[2][17]
- 25 أبريل: أُعلِن عن ثلاث حالات أخرى، اثنتان منهما من مكان عمل الحالة رقم 15 والثالثة ليس لها علاقة بها. وُجِد العاملين (ذكرين بعمر 62 و59 عامًا) من خلال تتبّع الاتصال. كانت الحالة الثالثة أنثى بعمر 50 عامًا قد وصلت إلى الجزيرة في 16 مارس، وحجرت نفسها صحيًا، ثم طلبت هي أن يُجرَى لها فحص رغم عدم ظهور أي أعراض عليها.[18] زادت هذه الحالة رقم 18 الاشتباه فيما إذا كانت هذه الحالة فعلًا قادمة من الخارج (38 يومًا بعد وصولها) أو فيما إذا كانت قد اكتسبت العدوى في غرينادا. كانت فحوصات اثنين من زملائها في السكن إيجابية الأضداد أيضًا ما يشير إلى كونهما قد أُصيبا بالفيروس في وقت سابق، وقد تعافيا منذ ذلك الحين.[19] لم تُضَف هذه الحالات الإضافية إلى عدد الحالات الرسمي.
- 28 أبريل: أُعلِن عن حالة جديدة (زميل عمل آخر للحالة رقم 15)، بالإضافة إلى تعافي 3 حالات جديدة (إجمالي 10 حالات تعافي حتى الآن، و8 حالات فعالة، وحالة واحدة خارج الجزيرة).[20]
- 29 أبريل: أُعلِن عن الحالة رقم 20 (أنثى عمرها 54 سنة قريبة لأحد حالات الإصابة في العمل المذكورة سابقًا)، مع 3 حالات شفاء لحالات سابقة.[21] يمثل ذلك خمسة عمال لديهم نتائج إيجابية من مصنع الدقيق الكاريبي الزراعي في تيمبي في سانت جوزيف.[22]

### مايو 2020
- 2 مايو: أُعلِنت الحالة رقم 21، وهي حالة أخرى من مصنع تيمبي (متعلقة بالحالة رقم 15)، هذه المرة لدى ذكر في العشرينيات من عمره –أصغر مريض حتى الآن- كان لا عرضيًا، وجاء فحصه سلبيًا في البداية (أُجرَي له فحصين سريعين خلال بضعة أيام، وكان فحصه إيجابيًا في المرة الثانية، ثم بدا إيجابيًا أيضًا في تفاعل البوليمراز المتسلسل الذي أجري لاحقًا).[23]
- 10 مايو: في غياب أي حالات إصابة جديدة، أعلنت الحكومة رفع حظر التجول والعمليات التجارية شبه المنتظمة ابتداءً من يوم الاثنين 11 مايو.[24]
- 15 مايو: سجلت غرينادا الحالة رقم 22، وهي أنثى لاعرضية عمرها 8 سنوات (أصغر حالة إصابة حتى الآن)، وهي متعلقة أيضًا بالحالة رقم 15.[25]
- 25 مايو: كانت نتيجة الفحص إيجابية لعاملة على متن سفينة بحرية عائدة إلى وطنها، وكانت قد خضعت لحجر صحي بعد عودتها في 24 مايو. بما أن الحالة قد حُجِرت فور وصولها، فإنها لم تغير من جهود إعادة الفتح الحالية، لكن الوزير ستيل حذر من أن مثل هذه الحالات ستستمر مع فتح الدولة، لذا فإن التركيز الرئيسي يجب أن ينصب على تحديدها واحتوائها في كل مرة.[26]

## الوقاية
وضعت حكومة رئيس الوزراء كيث ميتشيل سلسلةً صارمةً من سياسات التباعد الاجتماعي والحجر الصحي التي أدت في النهاية إلى إغلاق البلاد بشكل كامل. قبل تسجيل أول حالة في الجزيرة (لكن مع ترقب حدوثها) حُظرت التجمعات العامة، وحثت الحكومة الشعب على الالتزام بالتباعد الاجتماعي في 14 مارس. وردت معلومات عن قيام ثلاثة أشخاص على الأقل ممن ظهرت نتائج فحوصهم إيجابية لكوفيد-19 بالسفر مؤخرًا عبر غرينادا. بعد تأكيد أول حالة في 22 مارس، أُغلق المطار في وجه الحركات التجارية وبقي مغلقًا إلى أجل غير مسمًى.
في 25 مارس، أُوكلت مهمة تقييد الحركة وحظر التجول الليلي إلى سلطات الطوارئ، وأُمرت قطاعات الأعمال التي لم تقدر على فرض التباعد الاجتماعي بالإغلاق (مثل العديد من المطاعم والحانات التي أصبحت تلبي طلبات الطعام السفري فقط). تحول هذا سريعًا إلى إغلاق كامل 24 ساعةً في 30 مارس، إذ أُمر جميع المواطنين بالبقاء في منازلهم وأُغلقت جميع الأعمال عدا الخدمات الضرورية الموصوفة في نص القانون.
سُمح بأيام محددة لفتح البقاليات تحت رقابة قوات شرطة غرينادا الملكية (آر جي بّي إف)، وجُربت العديد من التغييرات للتحكم بأيام التسوق بفاعلية (مثل تقسيم الأيام وفق اسم الأسرة، وتحديد أوقات للمواطنين المسنين....). كان من المفترض أن تستمر أول فترة حظر 24 ساعة مدة أسبوع واحد، لكنها مُددت أسبوعين إضافيين بعد ما تلاها من كشف مستمر لحالات جديدة (حتى 20 أبريل)، ثم مُددت أسبوعًا إضافيًا (مع بروتوكولات مخففة)، ومُددت مجددًا للأسبوع الخامس (حتى 5 مايو). في 18 أبريل، مُددت مهمة سلطات الطوارئ رسميًا ستة أشهر احترازيًا لارتفاع عدد الحالات الجديدة (بدلًا من انتهاء صلاحية مهمتها كل بضعة أسابيع).
مع الحصول على اختبارات أسرع (مثل الاختبارات المعتمدة على الأجسام الضدية) بمساعدة جامعة سانت جورج وفنزويلا، أصبحت الحكومة على مقربة كبيرة من احتواء أي انتشار مجتمعي صغير للوباء (في حال وجوده). ذكر رئيس الوزراء توقعاته بافتتاح داخلي كامل في شهر يونيو (مع استمرار إغلاق الحدود)، بينما شجع انتشار المرض المنخفض قوات شرطة غرينادا الملكية (آر جي بّي إف) على تطبيق استثناءات كبيرة على قواعد الإغلاق.
بحلول 18 أبريل، بينت الحكومة توقعاتها بتخفيف فترة حظر التجول ذات نظام 24 ساعة بعد 27 أبريل، وهذا بعد اختبار 116 حالة باستخدام تفاعل البوليمراز المتسلسل (بّي سي آر) و82 حالة باستخدام الاختبارات السريعة (الأجسام الضدية) دون تسجيل أي حالات جديدة (لكن مع استمرار عمليات الاختبار على مدًى واسع)، وأعلنت أيضًا شفاء سبع أشخاص مصابين بالفيروس.
تغير موقف الانتصار هذا سريعًا في العشرين من أبريل. أقامت قوات شرطة غرينادا الملكية مؤتمرًا صحفيًا صباحيًا في بداية أسبوع تخفيف حظر التجوال (20-24 أبريل) لتوضح نوع الأعمال المسموح لها بالافتتاح والبروتوكولات العامة المعتمدة للأسبوع التالي. تعامل العديد من الناس مع هذا التصريح على أنه بداية فترة إعادة الافتتاح، لكن ظهرًا، أصدر الوزير نيكولاس ستيل إعلانًا طارئًا يقول فيه إن مريضًا جديدًا (الحالة 15) قدم إلى المستشفى العام في 19 أبريل، إذ ظهرت عليه أعراض كوفيد-19 وعادت نتائج اختبارات الأجسام الضدية السريعة إيجابيةً. بعد يومين من الانتظار، أُكدت إصابة المريض بعد إجراء عدة اختبارات بّي سي آر. اعتبرت هذه الحالة عدوى مجتمعيةً تبعًا للمعلومات المتوافرة، إذ لم يُسافر المريض ولم يخالط أيًّا من المسافرين أو الحالات الإيجابية، ومن المحتمل أنه أُصيب بالعدوى من حالة لا عرضية غير مشخصة. في 25 أبريل، أُكدت حالة ثالثة لا عرضية (واعتبرت مثل البقية «حالةً مرتبطةً بحالة مستوردة») مع زميلين للحالة 15، وأُعلن أيضًا إجراء 175 اختبار بّي سي آر و1000 اختبار سريع حتى تاريخه (25 أبريل)، وشملت الاختبارات 69 موظفًا من مكان عمل الحالة 15 و57 اختبارًا في كارياكو وبوتي مارتينيك. بحلول 29 أبريل، أُعلن عن إجراء 1200 اختبار سريع و206 اختبارات بّي سي آر مع عدم الإعلان عن عدد الاختبارات السريعة الإيجابية لأن التعداد الرسمي يستند إلى الحالات النشطة المؤكدة عبر بّي سي آر فقط.
بحلول الخامس من مايو، أُجريت 309 اختبارات بّي سي آر و 1472 اختبارًا سريعًا، وتوسع إجراء الاختبارات من خلال القيام بعدة جولات اختبار على معمل تيمبي (المرتبط بالحالة 15). عادت نتائج الاختبارات سلبيةً، ما أثبت انحسار الانتقال المجتمعي (في حال وجوده أصلًا). في 12 مايو، أبلغت وزارة الصحة عن إجرائها 412 اختبار بّي سي آر و2007 اختبارات سريعة بالمجمل. في 15 مايو، وبعد الإعلان عن تسجيل الحالة الإيجابية 22، سجلت وزارة الصحة إجراء 2459 اختبارًا سريعًا و454 اختبار بّي سي آر. بحلول 25 مايو، قيل إن تحقيقات تتبع المخالطين للحالة 15 قد توقفت، ولم تُسجل أي حالات إيجابية جديدة. لم يتضح فيما إذا كانت الحالة 15 انتقالًا مجتمعيًا أو أن أحدًا ما في المعمل التقط الفيروس خلال تواجده في المرفأ. قُبض على كامل طاقم سفينة الشحن الذين خالطتهم الحالة 15 وخضعوا للاختبار، لكن نتائج اختباراتهم عادت جميعها سلبية.
مع عدم تسجيل حالات جديدة لأكثر من أسبوع، أعلن رئيس الوزراء كيث ميتشيل استراحةً من حظر التجول 24 ساعة، مع السماح بافتتاح الأعمال التي حصلت على موافقة مسبقة (مثل البقاليات والبنوك...) يوميًا بدءًا من 11 مايو، ولكن حظر التجول استمر من السابعة مساءً إلى الخامسة مساءً. في جملة هذه الأمور، أقلعت مشاريع البناء وأعمال التنسيق من جديد، وأمكن السفر بين الجزر الشقيقة مع الإبقاء على الحدود الدولية مغلقةً حتى أوائل يونيو. استمر حظر الحافلات العامة مع الحد من تحركات مالكي المركبات الخاصة، واقتصر عمل المطاعم على وجبات السفر فقط.
استمرت هذه التسهيلات حتى الأسبوع الموافق للخامس والعشرين من مايو، مع إعادة افتتاح متاجر البيع بالتجزئة ومراكز التجميل (مثل صالونات الشعر ومحلات الحلاقة)، إضافةً إلى خدمة العبارات العامة بين غرينادا وكارياكو. لا توجد معلومات عن افتتاح المطارات، لكن الوزير ستيل أكد للعامة أن إشعارًا لمدة أسبوعين سيُعجل افتتاح المطارات وهذا لن يحدث قبل حصول الجزيرة على إمدادات تكفي ثلاثة أشهر على الأقل من الاختبارات السريعة. لم يُسمح للحافلات أيضًا باستئناف خدماتها، لكن كان من المتوقع انتهاء المفاوضات مع جمعية الحافلات على دليل الإرشادات والبروتوكولات قبل نهاية الأسبوع.

## التعاون الإقليمي
عملت حكومة غرينادا بالتنسيق مع منظمة الصحة للبلدان الأمريكية (بّي إيه إتش أو) ووكالة الصحة العامة الكاريبية والحكومات الإقليمية لوضع أسس استجابتها للجائحة. أدى إغلاق الحدود إلى توتر العلاقة مع سانت فينسنت، إذ كانت حكومة رالف غونسالفيس أكثر تهاونًا. في 11 أبريل، انتقد غونسالفيس طريقة كيث ميتشيل في التعامل مع جزر غرينادين الغرينادية، مصرحًا: «أود القول لشعب كارياكو وبوتي مارتينيك أننا جاهزون للمساعدة إذا كانوا يواجهون صعوبةً في تأمين الطعام»، وهذا ما دعاه ميتشيل عندما سؤل في مؤتمر صحفي بأنه «تصريح غير مسؤول بشكل كبير». تُذكر هذه المشاحنة بالتوترات التاريخية المتعلقة بملكية جزر غرينادا. بعد الحريق المميت في 19 مايو في محطة الوقود الوحيدة في جزيرة يونيون، أعلنت غرينادا أنها تبذل جهودًا لتقديم مساعدة يومية لإعادة تزويد الجزيرة بالوقود.

## التأثيرات الاقتصادية
كما في بقية أنحاء العالم، دمرت جائحة فيروس كورونا اقتصاد غرينادا، وكانت السياحة أكثر القطاعات تضررًا. في 20 مارس 2020، أعلنت الحكومة عن حزمة تحفيز لدعم دخل الأعمال الصغيرة، وعن تعليق العديد من الضرائب، وتقديم إعانات البطالة للمواطنين المؤهلين والتي استغرقت شهرًا لطرحها بشكل كامل. شُكلت سبع لجان فرعية لتعنى باحتياجات السياحة والمواطنين عبر الاستثمار وأعمال البناء والتعليم والأعمال الصغيرة والزراعة والمسامك والصناعة والتجارة الإلكترونية. تلقت غرينادا قرضًا مستعجلًا بقيمة 22.4 مليون دولار أمريكي من صندوق النقد الدولي (آي إم إف) لتأمين النواقص ضمن حزمة موجهة إلى دول شرق البحر الكاريبي دومينيكا وغرينادا وسانت لوسيا  بلغت أكثر من ضعف المبلغ السابق الذي تدين به غرينادا إلى المُقرض، والذي بلغ 14.38 مليون دولار أمريكي. أمنت غرينادا قرضًا آخر قدره 5.9 مليون دولار من خلال بنك التنمية الكاريبي (سي دي بي).